# Solenopsis richteri
Solenopsis richteri és una espècie de formiga que anteriorment es considerava una subespècie de color negre (black imported fire ant; BIFA) de la formiga vermella Solenopsis invicta (red imported fire ant; RIFA). Les dues espècies són originàries dels Estats Units la zona de la BIFA es limita a l'extrem nord-est de Mississipi, nord-oest d'Alabama i uns pocs comtats de Tennessee (Timothy C. Lockley. Imported Fire Ant Station, USDA/APHIS/PPQ, Gulfport, MS 39501) Arxivat 2014-12-30 a Wayback Machine..

Aquesta formiga fa sons per estridulació i a més la seva picada és dolorosa. 